# Самсон 137A
Самсон 137A (англ. Samson 137A) — індіанська резервація в Канаді, у провінції Альберта, у межах муніципального району Понока.

## Населення
За даними перепису 2016 року, індіанська резервація нараховувала 26 осіб, показавши скорочення на 31,6 %, порівняно з 2011 роком. Середня густина населення становила 19,4 осіб/км².

## Клімат
Середня річна температура становить 2,7 °C, середня максимальна — 20,9 °C, а середня мінімальна — −19,5 °C. Середня річна кількість опадів — 491 мм.
| Клімат поселення                              | Клімат поселення | Клімат поселення | Клімат поселення | Клімат поселення | Клімат поселення | Клімат поселення | Клімат поселення | Клімат поселення | Клімат поселення | Клімат поселення | Клімат поселення | Клімат поселення | Клімат поселення |
| Показник                                      | Січ.             | Лют.             | Бер.             | Квіт.            | Трав.            | Черв.            | Лип.             | Серп.            | Вер.             | Жовт.            | Лист.            | Груд.            |                  |
| Середній максимум, °C                         | −6,44            | −2,88            | 2,10             | 10,52            | 16,59            | 20,62            | 20,94            | 20,39            | 15,37            | 9,98             | 0,42             | −5,44            |                  |
| Середня температура, °C                       | −12,95           | −9,4             | −4,42            | 4,00             | 10,06            | 14,11            | 15,90            | 15,32            | 10,30            | 4,91             | −4,63            | −10,48           |                  |
| Середній мінімум, °C                          | −19,48           | −15,93           | −10,94           | −2,52            | 3,52             | 7,59             | 10,84            | 10,29            | 5,27             | −0,11            | −9,67            | −15,53           |                  |
| Норма опадів, мм                              | 25               | 17               | 24               | 28               | 53               | 80               | 98               | 62               | 43               | 23               | 21               | 17               |                  |
| Середньомісячна швидкість вітру, м/с          | 3.30             | 3.36             | 3.50             | 3.80             | 3.80             | 3.50             | 3.10             | 3.00             | 3.20             | 3.49             | 3.50             | 3.40             |                  |
| Середньомісячна сонячна радіація, кДж/м²·день | 3636             | 7225             | 12306            | 17415            | 20553            | 21949            | 22417            | 18921            | 12978            | 7789             | 3998             | 2733             |                  |
| --------------------------------------------- | ---------------- | ---------------- | ---------------- | ---------------- | ---------------- | ---------------- | ---------------- | ---------------- | ---------------- | ---------------- | ---------------- | ---------------- | ---------------- |
| Джерело:                                      |                  |                  |                  |                  |                  |                  |                  |                  |                  |                  |                  |                  |                  |